# Âne du Cotentin
L’âne du Cotentin est une race d’âne originaire de l’ouest de la France et plus précisément du département de la Manche. Longtemps utilisé comme animal de bât dans les exploitations agricoles, notamment dans le transport des bidons de lait, il sert de nos jours aux activités de loisirs et de tourisme. La race a été reconnue par le Ministère de l’Agriculture en 1997. L'Association de l'âne du Cotentin est l'association de la race gérant le studbook et assurant sa promotion. Si l'élevage est principalement centré en Normandie dans le berceau d'origine de la race, on trouve la présence de l'âne du Cotentin dans de nombreux autres départements français.

## Histoire
Ses origines remontent au Moyen Âge mais sa présence n'est réellement certaine qu'à partir du XVIe siècle.
L'âne du Cotentin est essentiellement présent, comme son nom l'indique, dans le nord-Cotentin, mais a été bien exporté depuis les foires de Lessay et Gavray, dans les provinces françaises et à l'étranger.
Dans la région, il est utilisé pour aider au moulin et pour tirer les attelages, notamment ceux des maraîchers. La race croît également de façon exponentielle avec le développement de l'élevage laitier.
Avec l'arrivée de la motorisation, l'effectif d'ânes du Cotentin se voit diminuer, mais de façon moins rapide que pour les autres races asines. Ainsi en 1960, 7 000 individus sont encore recensés dans la Manche. Le seuil de représentants de la race devient cependant alarmant dans les années 1980 et 1990, ce qui amène la création d'une association de race en 1995. La race est reconnue par les Haras nationaux depuis 1997. La race compte, en 2017, près de 1 550 sujets.

## Description
C'est un âne de taille moyenne dont la robe grise caractéristique présente une bande cruciale, dite « croix de Saint-André ».

### Morphologie
Il mesure entre 1,20 m et 1,35 m pour les mâles, entre 1,15 m et 1,30 m pour les femelles. 

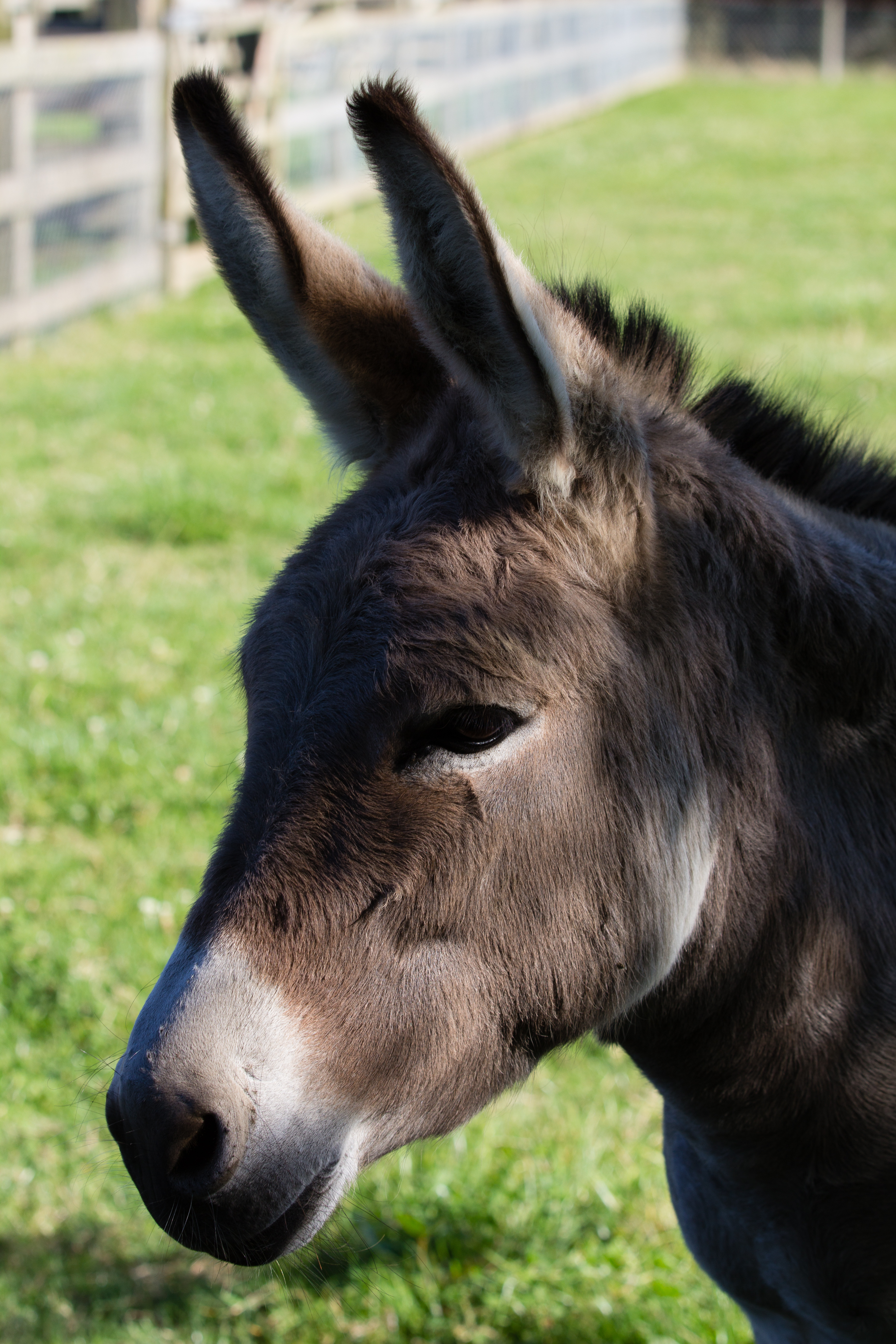
Tête d'un âne du Cotentin à l'écomusée de la Bintinais en 2016.

Sa tête est rectiligne, bien attachée sur l'encolure. L'œil est vif et les arcades bien marquées. Les oreilles sont de bonne dimension et représentent la moitié de la longueur faciale. Elles sont bien ouvertes, leur pourtour et leur base étant plus foncés. L'encolure est forte et la crinière droite. Son poitrail est bien ouvert et le dos est droit. La croupe est ronde. Les membres sont solides et les aplombs affirmés.

### Robe
Sa robe est gris tourterelle, avec des nuances allant du gris cendré au gris bleuté, et complétée d'une raie cruciale dite « croix de Saint-André ». Son ventre est gris-blanc, tout comme le pourtour de son œil, pouvant également aller sur le roux. Des zébrures peuvent être présentes sur les membres.
La queue est de la même couleur que la robe. Le bout du nez est une nuance de noir jusqu'au gris foncé.
Les robes bai foncé, noires et blanches sont exclues du standard de la race.

### Tempérament
Il est réputé pour sa docilité au travail, son calme et son affection.

## Utilisations

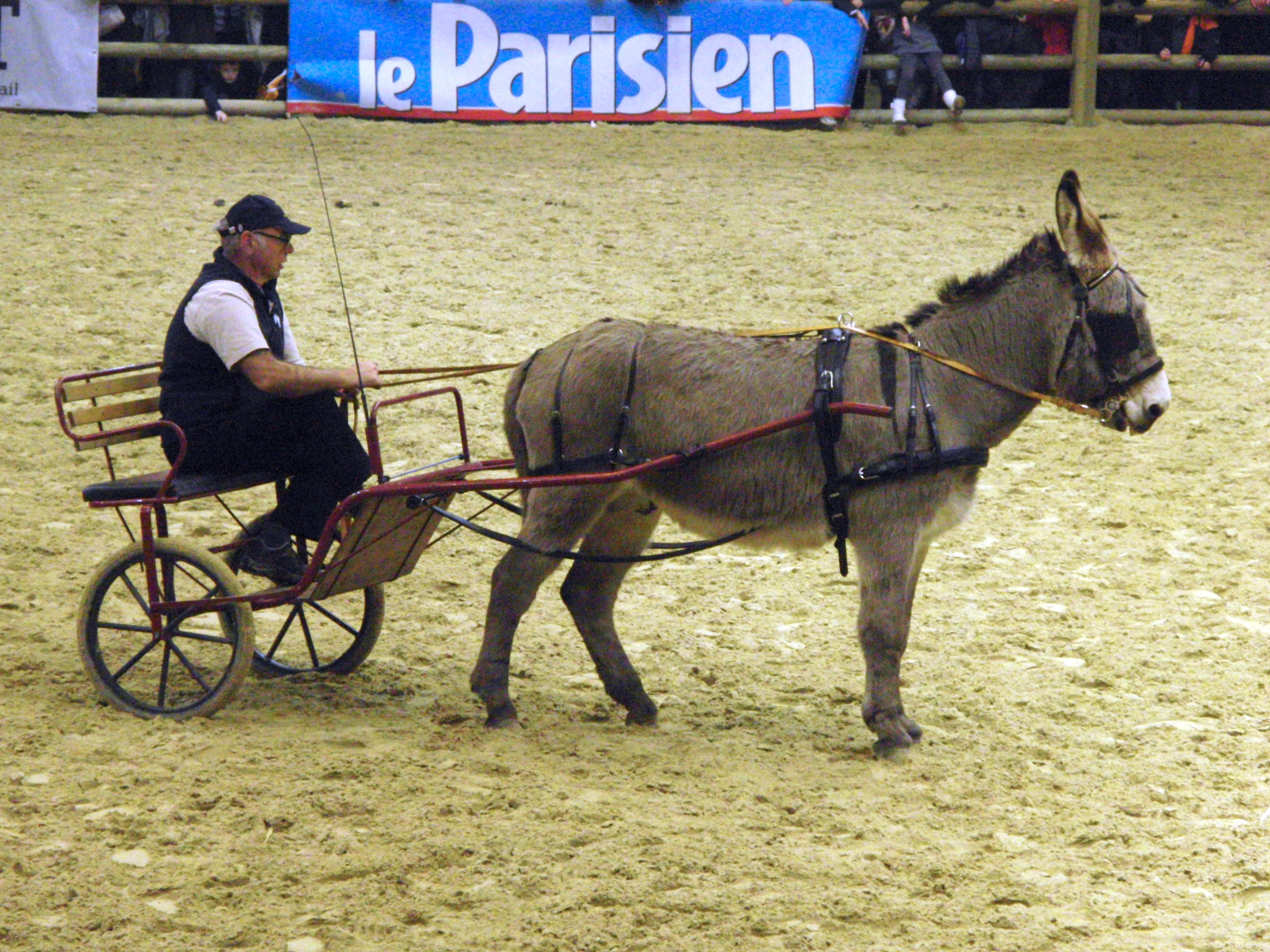
Présentation d'un âne du Cotentin attelé au Salon international de l'agriculture à Paris en 2013.

Comme l'âne normand, il a longtemps été utilisé comme âne de bât dans les exploitations agricoles pour transporter les bidons de lait, mais aussi attelé pour les travaux agricoles.
Plus fréquemment utilisé dans le cadre des loisirs et du tourisme vert, il est particulièrement adapté à l'attelage et à la randonnée. Il peut également jouer le rôle d'animal de compagnie. On l'utilise aussi à des fins thérapeutiques avec les handicapés. Mais il reste aussi utilisé à des fins agricoles.

## Diffusion de l'élevage

Logo de l'Association de l’âne du Cotentin.

L'Association de l’âne du Cotentin est l'association agréée par le ministère de l'agriculture et de la pêche depuis 2005 pour gérer cette race asine. Elle a pour objectifs de promouvoir la race et son utilisation, aider à sa diffusion, tenir le livre généalogique de la race et aider à regrouper éleveurs et utilisateurs de l'âne du Cotentin.
Les ânes du Cotentin sont principalement élevés en Normandie, et plus particulièrement dans le département de la Manche. La ferme-musée du Cotentin en montre au public. Mais on trouve également leur présence dans plus de la moitié des départements français,. On dénombre 65 éleveurs d'ânes du Cotentin en activité en France en 2013. Cette même année, on recense 92 naissances d'ânes du Cotentin, soit 14 % du total des naissances asines. On compte également 35 baudets en activité et 158 ânesses saillies.
| Année                          | 2006 | 2007 | 2008 | 2009 | 2010 | 2011 | 2012 | 2013 |
| ------------------------------ | ---- | ---- | ---- | ---- | ---- | ---- | ---- | ---- |
| Nombre de naissances en France | 192  | 184  | 156  | 153  | 141  | 142  | 126  | 92   |

En 2023, il est considéré par l'Institut national de recherche pour l'agriculture, l'alimentation et l'environnement (INRAE) comme une race asine française menacée d'extinction.